# Systologaster breviventris
Systologaster breviventris är en tvåvingeart som först beskrevs av Camillo Rondani 1848.  Systologaster breviventris ingår i släktet Systologaster och familjen rovflugor. Inga underarter finns listade i Catalogue of Life.